# Pyrenula mucosa
Pyrenula mucosa är en lavart som först beskrevs av Vain., och fick sitt nu gällande namn av R. C. Harris. Pyrenula mucosa ingår i släktet Pyrenula och familjen Pyrenulaceae.   Inga underarter finns listade i Catalogue of Life.